# Giải đua ô tô Công thức 1 châu Âu 2008
Giải đua ô tô Công thức 1 châu Âu năm 2008 là chặng đua thứ mười hai của giải vô địch thế giới Công thức 1 năm 2008. Giải được tổ chức từ ngày 22 đến ngày 24 tháng 8 năm 2008.